# Übungsdämpfer
Übungsdämpfer sind ein System zum lautlosen Üben von Blasinstrumenten. Es funktioniert wie ein normaler Dämpfer.
Der Übungsdämpfer wird in den Schalltrichter des Instruments gesteckt und fängt den gespielten Ton nahezu 100%ig auf. Dieser wird über ein elektronisches Gerät an Kopfhörer weitergeleitet. So wird nahezu lautloses Üben von diversen Blasinstrumenten ermöglicht. Die Restlautstärke reduziert sich so weit, dass bei einer geschlossenen Zimmertüre im Nebenraum nichts mehr zu hören ist.
Verbreitet sind die Übungsdämpfer Silent Brass des Musikinstrumenten-Herstellers Yamaha, daneben gibt es aber auch noch viele andere Übungsdämpfer-Systeme.